# 西北植物学报
《西北植物学报》创刊于1980年，是中国大陆基础科学类月刊，编辑部位于陕西省杨陵市。此刊物由西北农林科技大学，陕西省植物学会主办。
《西北植物学报》在2018年被中华人民共和国国家新闻出版广电总局新闻报刊司评为2017年全国“百强报刊”。